# Список объектов всемирного наследия ЮНЕСКО в Марокко
В спи́ске объе́ктов Всеми́рного насле́дия ЮНЕ́СКО в Маро́кко значатся 9 наименований (на 2016 год), это составляет 0,7 % от общего числа (1248 на 2025 год).
Все 9 объектов включены в список по культурным критериям. Медина (старая часть) города Марракеш признана шедевром человеческого созидательного гения (критерий i).
Кроме этого, по состоянию на 2016 год, 13 объектов на территории государства находятся в числе кандидатов на включение в список всемирного наследия.
Марокко ратифицировало Конвенцию об охране всемирного культурного и природного наследия 28 октября 1975 года. Первый объект на территории Марокко был занесён в список в 1981 году на 5-й сессии Комитета всемирного наследия ЮНЕСКО.

## Список
В данной таблице объекты расположены в порядке их добавления в список всемирного наследия ЮНЕСКО.
| # | Изображение                                  | Название | Местоположение                                       | Время создания   | Год внесения в список | №    | Критерии        |
| - | -------------------------------------------- | --- | ---------------------------------------------------- | ---------------- | --------------------- | ---- | --------------- |
| 1 | Стены Старой части города Фес                | Медина (старая часть) города Фес (араб. مدينة فاس‎)                                                                                   | Область: Фес-Бульман Город: Фес                      | XIII—XIV века    | 1981                  | 170  | ii, v           |
| 2 | Мечеть аль-Кутубия в чертах медины Марракеша | Медина (старая часть) города Марракеш (араб. مدينة مراكش‎)                                                                            | Область: Марракеш-Тенсифт-Эль-Хауз Город: Марракеш   | XI век           | 1985                  | 331  | i, ii, iv, v    |
| 3 | Аит-Бен-Хадду на закате                      | Ксары (укреплённые жилища) в Айт-Бен-Хадду (араб. قصر آيت بن حدو‎)                                                                    | Область: Сус-Масса-Драа                              |                  | 1987                  | 444  | iv, v           |
| 4 | Городские ворота Баб-аль-Мансур              | Исторический город Мекнес (араб. مدينة مكناس التاريخيّة‎)                                                                              | Область: Мекнес-Тафилалет                            | X—XVII века      | 1996                  | 793  | iv              |
| 5 | Руины Римской империи                        | Археологические памятники Волюбилиса (араб. موقع وليلي الاثري‎)                                                                       | Область: Мекнес-Тафилалет                            | III век до н. э. | 1997                  | 836  | ii, iii, iv, vi |
| 6 | Королевский дворец в Тетуане                 | Медина (старая часть) города Тетуан (араб. (مدينة تطوان (قديمًا تيطاوين‎)                                                              | Область: Танжер-Тетуан Город: Тетуан                 | VIII—XIII века   | 1997                  | 837  | ii, iv, v       |
| 7 | Медина Эс-Сувейра                            | Медина (старая часть) города Эс-Сувейра (бывший Могадор) (араб. (مدينة الصويرة (قديمًا موغادور‎)                                       | Область: Марракеш-Тенсифт-Эль-Хауз Город: Эс-Сувейра | конец XVIII века | 2001                  | 753  | ii, iv          |
| 8 | Форт Мазаган                                 | Португальская крепость Мазарган, город Эль-Джадида (араб. (مدينة مازاكان البرتغالية (الجديدة‎)                                        | Область: Дуккала-Абда Город: Эль-Джадида             | XVI век          | 2004                  | 1058 | ii, iv          |
| 9 | Медина Рабата                                | Современная столица и исторический город: общее наследие (Марокко, Рабат) (араб. الرباط، العاصمة الحديثة ومدينة تاريخية: تراث مشترك‎) | Область: Рабат-Сале-Заммур-Заер                      | XII—XXI века     | 2012                  | 1401 | ii, iv          |

## Предварительный список
По состоянию на 2016 год, 13 объектов находятся в числе кандидатов на включение в список всемирного наследия, включая 1 объект, находящийся на территории Западной Сахары, оспариваемой САДР.
| #  | Изображение | Название                                       | Местоположение                                                    | Время создания            | Год внесения в список | №    | Критерии         |
| -- | ----------- | ---------------------------------------------- | ----------------------------------------------------------------- | ------------------------- | --------------------- | ---- | ---------------- |
| 1  |             | Мулай-Идрис                                    | Область: Фес — Мекнес                                             | VIII век                  | 1995                  | 450  | ii, iv, vi       |
| 2  |             | Таза и Большая мечеть                          | Область: Фес — Мекнес                                             | XII век                   | 1995                  | 451  | ii               |
| 3  |             | Мечеть в Тинмеле                               | Область: Марракеш — Сафи                                          | XII век                   | 1995                  | 452  | ii, v            |
| 4  |             | Город Ликсус                                   | Ближайший город: Эль-Араиш Область: Танжер — Тетуан — Эль-Хосейма | VIII век до н. э.         | 1995                  | 456  | ii, iii, iv      |
| 5  |             | Эль-Гур                                        | Ближайший город: Мулай-Идрис Область: Фес — Мекнес                | IV век до н. э.           | 1995                  | 458  | iii              |
| 6  |             | Грот Тафоральт                                 | Область: Восточная                                                | 18-е тысячелетие до н. э. | 1995                  | 459  | v                |
| 7  |             | Национальный парк Таласемтан                   | Область: Танжер — Тетуан — Эль-Хосейма                            | —                         | 1998                  | 1179 | vii, x           |
| 8  |             | Ареал марокканского драконова дерева           | Область: Сус — Масса                                              | —                         | 1998                  | 1180 | vii, viii, ix, x |
| 9  |             | Лагуна Хенифисс                                | Область: Эль-Аюн — Сегиет-эль-Хамра                               | —                         | 1998                  | 1182 | vii, x           |
| 10 |             | Национальный парк Дахла                        | Область: Дахла — Уэд-эд-Дахаб · (оспаривается САДР)               | —                         | 1998                  | 1183 | x                |
| 11 |             | Оазис Фигиг                                    | Область: Восточная                                                | —                         | 2011                  | 5625 | iii, iv, v       |
| 12 |             | Касабланка, город XX века, пересечение влияний | Область: Касабланка — Сеттат                                      | XX век                    | 2013                  | 5848 | ii, iv           |
| 13 |             | Оазис Тигмерт, досахарский регион Уэд-Нун      | Область: Гулимин — Уэд-Нун                                        | —                         | 2016                  | 6159 | iii, iv, v       |

### Географическое расположение объектов
| 1 2 3 4 5 6 7 8 9 11 12 13Объекты Предварительного списка в Марокко | 10Объекты Предварительного списка в Западной Сахаре |